# Врата перцепције
Врата перцепције (енгл. The Doors of Perception) је књига Олдус Хакслија из 1954. године о његовим искуствима приликом узимања мескалина. Књига има форму Хакслијевих сећања о мескалинским „путовања“ (енгл. trip). За наслов узима израз из поеме Вилијама Блејка "Брак неба и пакла". Хаксли описује увиде које је доживео, који се крећу од „чисто естетских“ до „мистичних визија“. Књига такође укључује касније размишљања о смислу уметности и религије.
По овој књизи је чувени амерички састав Дорс (The Doors) добио име.
1953. године, енглески психијатар Хемфри Осмонд је снабдео Хакслија са дозом мескалина. Хаксли је добровољно експериментисао с психоделичним дрогама под надзором др. Озмонда, закључивши да мескалин проширује свест и омогућује искорак у алтернативну стварност. У књизи „Врата перцепције“ Хаксли истиче да људски ум у свакодневном опажању делује као филтар који селективно пропушта само нужне информације, док мескалин уклања овај филтер и тако чини кључ за врата спознаје. Кад се та врата једном отворе онда навали бујица утисака, боја, звукова и слика, свакодневне ствари виде се друкчијима, јављају се чудне визије, а мисли које се обично сматрају баналним сада се показују као ствари од великог значења. То, по Хакслију, није ништа друго до мистична екстаза, директан улаз у трансцендентно.